# Cantone di Argentré
Il Cantone di Argentré era una divisione amministrativa dell'arrondissement di Laval.
È stato soppresso a seguito della riforma complessiva dei cantoni del 2014, che è entrata in vigore con le elezioni dipartimentali del 2015.
Comprendeva i comuni di:
- Argentré
- Bonchamp-lès-Laval
- Châlons-du-Maine
- La Chapelle-Anthenaise
- Forcé
- Louverné
- Louvigné
- Montflours
- Parné-sur-Roc